# Válgame Dios
Válgame Dios est une telenovela vénézuélienne diffusée en 2012 sur Venevisión.

## Distribution

### Acteurs principaux
| Acteur/Actrice           | Personnage                                |
| ------------------------ | ----------------------------------------- |
| Sabrina Seara            | Yamilet López de Castillo                 |
| Eduardo Orozco           | Ignacio "Nacho" Castillo Rodriguez        |
| Ricardo Álamo            | José Alberto Gamboa                       |
| Carlota Sosa             | Marbelis Rodríguez de Castillo (La Santa) |
| Jean Carlo Simancas      | Inocente Castillo                         |
| Flavia Gleske            | Dinorah Hernández                         |
| Gigi Zanchetta           | Mariela Campos de Gamboa                  |
| Raquel Yanez             | Nieves Pérez                              |
| Beatriz Valdés           | Guillermina López                         |
| Aura Rivas               | Gumercinda López                          |
| Roberto Messutti         | Cayo Castillo Rodriguez                   |
| María Cristina Lozada    | Eduvigis Martinez                         |
| Juan Carlos Gardié       | Jesús "Chúo" Hernández (El Maracucho)     |
| Virginia Urdaneta        | Mércedes "Merceditas" Rodriguez           |
| Arán de las Casas        | Héctor Zubizarrieta                       |
| Rosmeri Marval           | Kimberly "Kiki" Castillo Rodriguez        |
| Estefanía López          | Gabriela "Gaby" Gamboa Campos             |
| Alejandro Mata           | Remberto Pérez                            |
| Erick Ronsó              | Jefferson José Bracho                     |
| Yuvanna Montalvo         | Mayerling Torres de Bracho (La Perica)    |
| Pedro Durán              | Padre Efrain                              |
| Ever Bastidas            | Alberto José Gamboa Campos                |
| Absalom de los Rios      | Constantino "Tino" Durán                  |
| Alexander Da Silva       | Remigio Pérez                             |
| Michelle Taurel          | Ligia Elena Sarría                        |
| Miguel Augusto Rodríguez | Eulogio Parra                             |
| José Gabriel Madonia     | Augusto "Guto" Vázco                      |

### Acteurs invités
| Acteur/Actrice        | Personnage                      |
| --------------------- | ------------------------------- |
| Elba Escobar          | La bruja del maleficio          |
| Judith Vázquez        | Luz Moncada †                   |
| Beba Rojas            | La peor es nada                 |
| Juan Diego Bracho     | Tommy (Hijo de la peor es nada) |
| Carlos Pacheco        | Enemecio García                 |
| María Antonieta Duque | Gloria Zamora                   |
| Alejandra Machado     | Lucía Marañón                   |
| Eva Blanco            | Doña Facunda (Abuela de Lucía)  |
| Carla Lobo            | Jueza de Gamboa                 |
| Juan Pablo Romero     | Doctor de Nieves                |

## Diffusion internationale
- Venevisión (2012)
- TC Televisión
- Canal 30
- TCS Canal 6
- Televisión Canaria
- Tlñ
- Telemetro / TVN / Telemix Internacional
- Repretel
- Zap Novelas
- Telesistema 11

## Bande-originale
1. Blanco y Negro - Malú (Thème du générique)
2. Alma y Corazón - Keiser (Kimberly et Alberto José)
3. Creyendo en el amor - Mireya Pereira (Mariela et José Alberto)
4. Paroxismo - Guaco (Guillermina et Chúo)

## Récompenses

### Premios Inter 2013
| Catégorie                    | Nomination          | Résultat   |
| ---------------------------- | ------------------- | ---------- |
| Meilleur telenovela          | Válgame Dios        | Lauréat    |
| Meilleur scénario original   | Válgame Dios        | Lauréat    |
| Meilleure actrice principale | Sabrina Seara       | Nomination |
| Meilleur acteur principal    | Ricardo Álamo       | Nomination |
| Meilleur acteur de soutien   | Jean Carlo Simancas | Nomination |
| Meilleur méchant féminin     | Carlota Sosa        | Lauréat    |
| Meilleur costume             | Annick Corro        | Lauréat    |
| Meilleure actrice de soutien | Rosmery Marval      | Nomination |
| Meilleure actrice de soutien | Yuvanna Montalvo    | Lauréat    |